# Vlachova Lhota
Vlachova Lhota – gmina w Czechach, w powiecie Zlín, w kraju zlińskim. Według danych z dnia 1 stycznia 2012 liczyła 240 mieszkańców.
Zobacz też:
- Lhota